# Centurión (novela)
Centurión (Título original: Centurion) es el octavo libro de la serie Águila, de Simon Scarrow. Esta saga narra las peripecias de dos centuriones, Cato y Macro, en las legiones del Imperio Romano a mediados del siglo I d. C.

## Argumento
El nuevo prefecto Macro y el centurión Cato, al mando de la Segunda Cohorte auxiliar iliria, han sido trasladados desde Judea a Antioquía (Siria) donde permanecen acuartelados. Su investigación por orden del secretario imperial Narciso sobre el gobernador de Siria, Casio Longino, ha quedado en un segundo plano por la falta de pruebas y por la inminente guerra contra Partia. 
De la vecina Palmira llegan noticias de una revuelta contra el rey Vabathus (aliado de Roma) encabezada por su hijo menor el príncipe Artaxas (partidario de los partos). El gobernador Longino decide enviar una avanzadilla de dos cohortes para ayudar a sus aliados mientras él se traslada con el grueso del ejército: Macro tomará el mando como centurión superior de la Cuarta cohorte de la Décima legión y Cato es nombrado prefecto interino de la Segunda cohorte auxiliar iliria.
En su camino hacia la ciudad de Palmira las dos cohortes romanas se aliarán con el hijo mediano del rey, el príncipe Balthus y su caballería. Una vez en Palmira, las dos cohortes romanas y sus aliados palmireños quedan sitiados en la ciudadela interior rodeados de los rebeldes a la espera de ver cuál de los dos ejércitos llegan antes a la ciudad: el romano o el parto. En medio de los ataques de los rebeldes Cato encontrará el amor en Julia, la hija del embajador romano.
La llegada de Casio Longino al frente de las legiones Décima y Tercera salvará la situación en la ciudadela. Pero la tranquilidad durará poco pues pronto hará su aparición el grueso del ejército parto.